# Nordstadt (Hildesheim)
Die Nordstadt ist ein Stadtteil in der niedersächsischen Stadt Hildesheim. Zusammen mit dem Stadtteil Steuerwald bildet er eine von 14 Ortschaften der Stadt.

## Geografie
Die Hildesheimer Nordstadt liegt am nördlichen Stadtrand der Stadt Hildesheim.
Das Gebiet Nordstadt wird begrenzt, durch
- die Eisenbahn im Süden (ergänzt um den Langen Garten, die Stadtwerke und den Pferdeanger),
- die Innerste im Westen (ergänzt um Teile des Mastbergs),
- die Gemeindegrenze zu Giesen und Harsum im Norden und
- einer gedachten Linie um den Flugplatz herum und entlang der B6 sowie des Kennedydamms im Osten.

Das Gebiet gliedert sich in folgende Teilflächen:
- Die Naturflächen östlich der Innerste, zuzüglich der westlich der Innerste gelegenen Teile des „NSG Mastberg und Innersteau“[3]
- Der Hildesheimer Hafen mit den angrenzenden Gewerbeflächen sowie der Kläranlage
- Die Landwirtschaftsflächen nördlich des Flugplatzes, welche für den geplanten „Interkommunalen Gewerbepark Nord“ vorgesehen sind[4]
- Der Flugplatz Hildesheim mit dem zugehörigen Gewerbegebiet „Nord“
- Der Nordfriedhof
- Die Siedlungsfläche nördlich des Bahnhofs und entlang der Steuerwalder Straße
- Die Industrie- und Gewerbefläche zwischen der Innersteau und den o. a. Siedlungsflächen
- Weitere Teilflächen sind die Gewerbeflächen „Langer Garten“ und die Siedlungsflächen „Am Pferdeanger“ sowie Steuerwald, der Volksfestplatz „Vor der Lademühle“ und die Kleingartenanlagen in der Innersteau und entlang der B6.

## Geschichte
Fast alle heute in der Nordstadt stehenden Gebäude stammen aus der Zeit nach 1860. Von der Besiedlung in der Zeit davor sind lediglich Gebäude auf Gut Steuerwald erhalten geblieben.
Älteste urkundlich belegte (1135) Siedlung im Bereich der Stadt Hildesheim war das Alte Dorf im Gebiet auf und nördlich des heutigen Hauptbahnhofes, von der sich vermutlich der Stadtname Hildesheims ableitet.
Da aus militärischen Gründen Gebäude vor den Toren der Stadt kaum geduldet wurden, war auch der Bereich der Nordstadt kaum besiedelt. Folgende Siedlungen und Gebäude sind in der Zeit bis 1840 nachgewiesen:
- Dorf Essem im Bereich des heutigen Hafens, Wüstung nach Gründung von
- Burg und Siedlung Steuerwald (1310), mit Gaststätte und Hotel „Haus Steuerwald“[7]
- Lademühle (1321)[7]
- Posthof (1641)[7]

Nach 1840 bis zum Zweiten Weltkrieg ist die Geschichte der Nordstadt durch die Industrialisierung geprägt.
Durch den Bau der Eisenbahn und des Bahnhofs siedelten sich Industrie und Gewerbe an, u. a. Zuckerraffinerie (1883), Schlachthof (1890), „Hildesheimer Sparherdfabrik“ Senking (1901) Chemische Fabrik „Ammonia“ (1904, geschlossen 1909). Durch die Verlegung des Bahnhofes von der Kaiserstraße an den heutigen Platz (1884) entstehen an den Straßen nach Peine und Hannover Wohnbebauung und kleinere Betriebe wie die Glashütte Seegers & Mellin (1882) und die Maschinenfabrik Gebrüder Ernst.
Die wachsende Stadt benötigt einen neuen Friedhof (1890, „Zentralfriedhof“, heute Nordfriedhof), bald folgt der Jüdische Friedhof (1892).
Durch wachsende Industrie, u. a. Senking (1921 ca. 2500 Beschäftigte) und Vereinigte Deutsche Metallwerke (VDM, heute KSM-Castings), schnell wachsende Wohnbebauung nördlich des Gründerzeit Quartiers und „Fliegerviertels“.
Es folgt der Bau des Flugplatzes (1927) und des Hafens (1928).
Während des Zweiten Weltkrieges waren die Industriebetriebe als Rüstungsbetriebe tätig und beuteten Kriegsgefangene und Zwangsarbeiter aus, Es wurden Lager auf dem heutigen Volksfestplatz („Vor der Lademühle“) und an der Münchewiese errichtet. Die Industrieanlagen wurden zum Ende des Krieges, insbesondere beim Bombenangriff vom 14. März 1945, zerstört, viele Zwangsarbeiter und Kriegsgefangene noch in den letzten Kriegstagen ermordet. Durch den großen Bombenangriff vom 22. März 1945 entstanden dagegen nur geringere Schäden an der Wohnbebauung.

## Politik

### Ortsrat
Der Ortsrat, der die Hildesheimer Nordstadt vertritt, setzt sich aus elf Mitgliedern zusammen. Die Ratsmitglieder werden durch eine Kommunalwahl für jeweils fünf Jahre gewählt.

Bei der Kommunalwahl 2021 ergab sich folgende Sitzverteilung:
| Ortsrat 2021Insgesamt 11 Sitze - Linke: 1 - SPD: 3 - Grüne: 3 - Unab.: 1 - Liga: 1 - FDP: 1 - CDU: 1 |

### Ortsbürgermeister
Ortsbürgermeister ist Ekkehard Domning (Bündnis 90/Die Grünen), stellvertretende Ortsbürgermeister sind Cora Kästner (SPD) und Holger Bock (Die Unabhängigen).

## Kultur und Sehenswürdigkeiten
- Die katholische Kirche St. Johann wurde 1950 geweiht und ist heute eine Filialkirche von Mariä Lichtmess.
- Die evangelische Martin-Luther-Kirche wurde 1954 geweiht, enthält jedoch mit dem Kruzifix über dem Altar ein Objekt aus viel früherer Zeit. Die gotische Arbeit etwa von 1460 stammt aus einer privaten Stiftung.[22]
- Der Posthof an der Steuerwalder Straße (heute Hausnummer 60) wurde 1641 von Rütger Hinüber begründet. Mit dem weit vor den Toren der Stadt gelegenen Gebäude bot er der Post und spät ankommenden Reisenden eine Herberge. Schon 1673 musste der Postbetrieb eingestellt werden. Es folgte eine Reihe von Eigentümern und Umbauten, die zu dem auf historischen Postkarten dargestellten „Gasthof zum Posthof“ um 1900 führten. Der Tanzsaal brannte 1930 ab und wurde 1933 neu in der heutigen Form erbaut und unter dem Namen „Nord-Kasino“ eröffnet. Durch Bombentreffer wurde das Innere zerstört und nach dem Krieg zum Kino umgebaut. Von 1986 bis 1996 hatte dann die Diskothek Bebop, die von 1976 bis 1985 ihr Domizil am Rottsberg hatte, dort ihren Sitz.[23] Heute beherbergt das Gebäude einen Fight- und Fitnessclub.

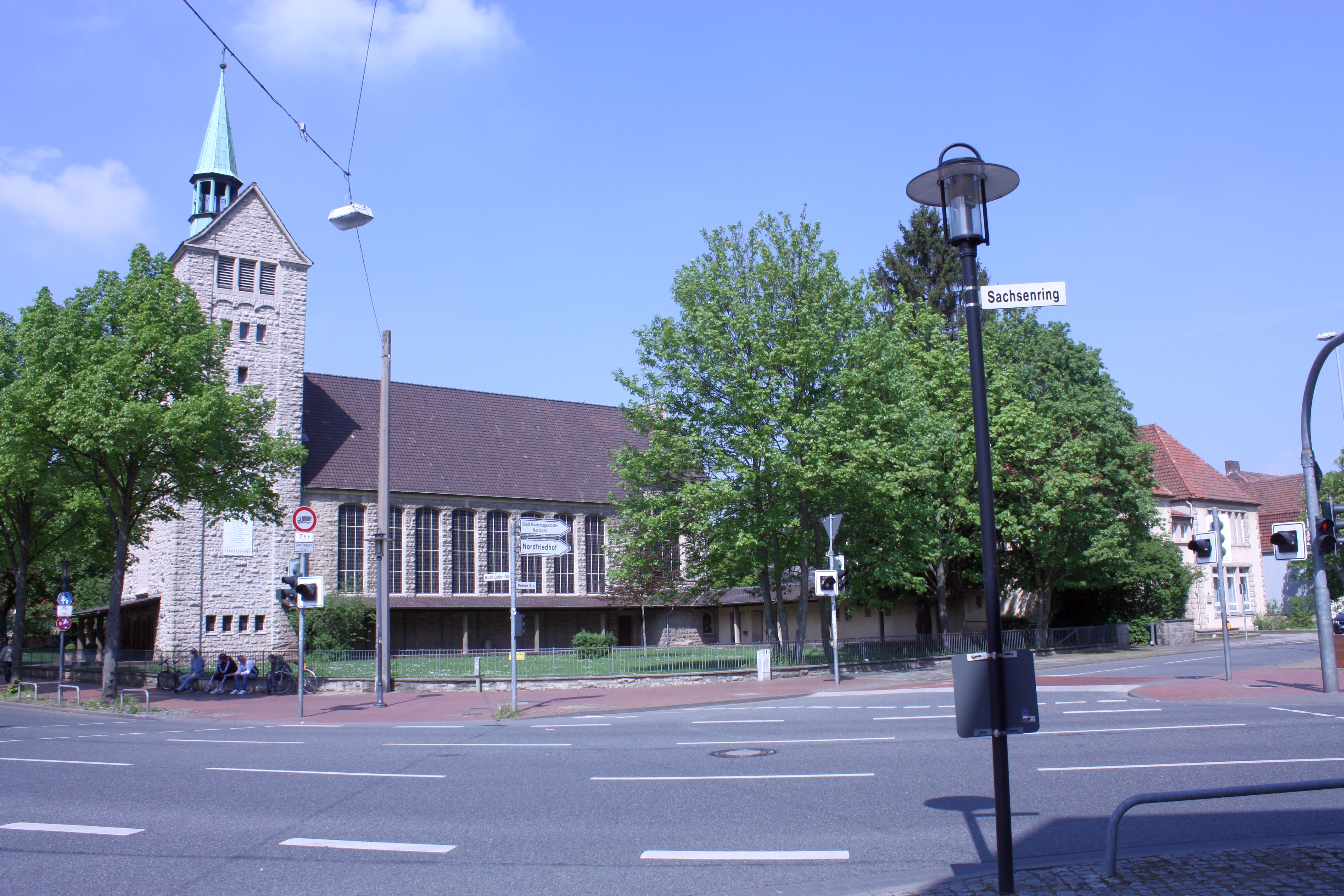
Martin-Luther-Kirche
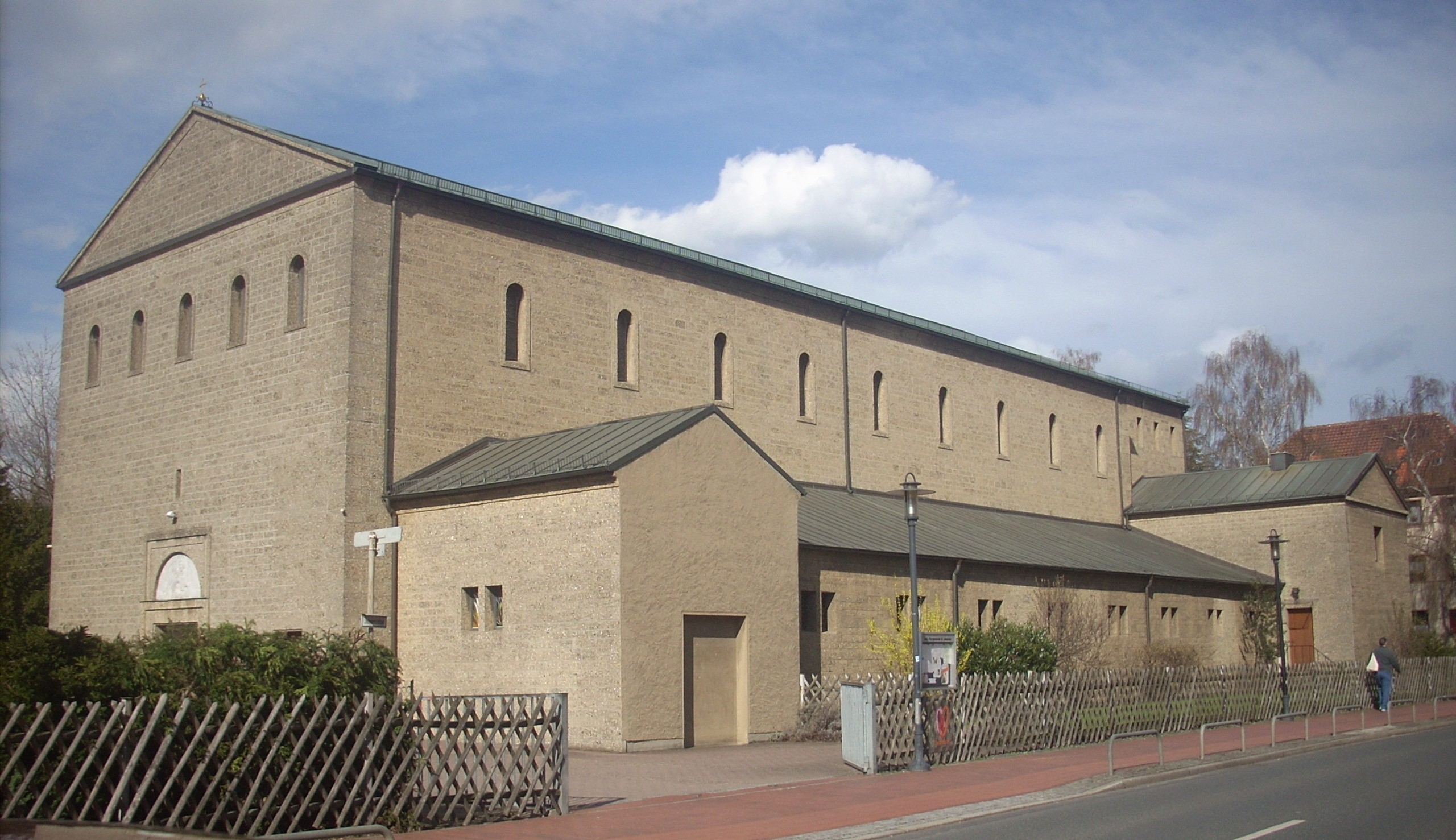
St. Johann

## Wirtschaft und Infrastruktur

### Unternehmen
Auf den Gewerbeflächen sind große Baumärkte, Warenhäuser und Discounter angesiedelt.

### Bildung
- Ganztagesgrundschule Nord[24]
- Grundschule Johannes[25]
- Städtische Kindertagesstätte in der Martin-Luther-Straße[26]
- Städtische Kindertagesstätte Nordlicht[27]
- Robert-Bosch-Gesamtschule (Hildesheim)
- Berufsbildende Schule Walter Gropius[28]
- Berufsbildende Schule Herman-Nohl, Regionales Kompetenzzentrum für Gesundheits- und Sozialberufe des Landkreises Hildesheim[29]

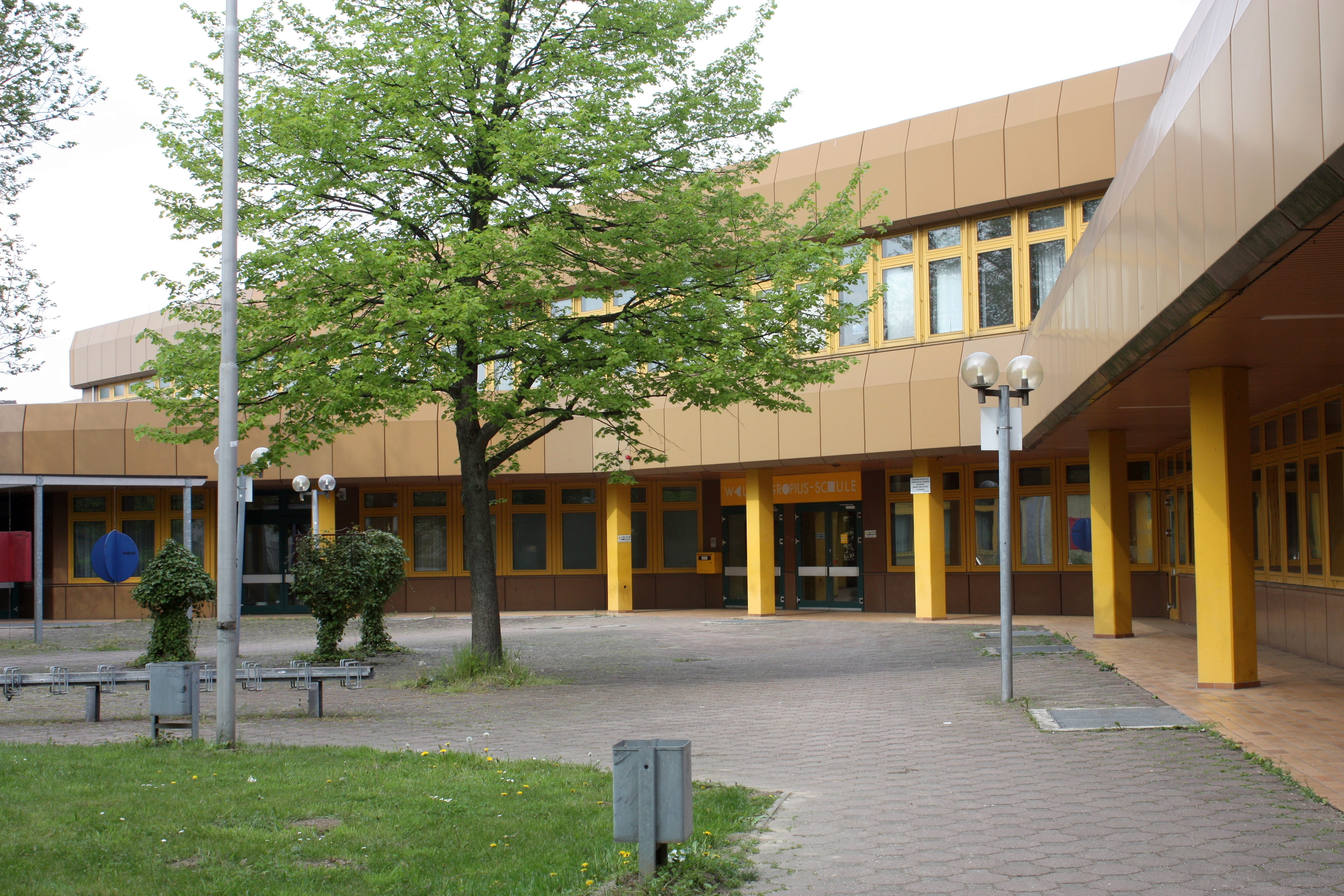
BBS Walter Gropius
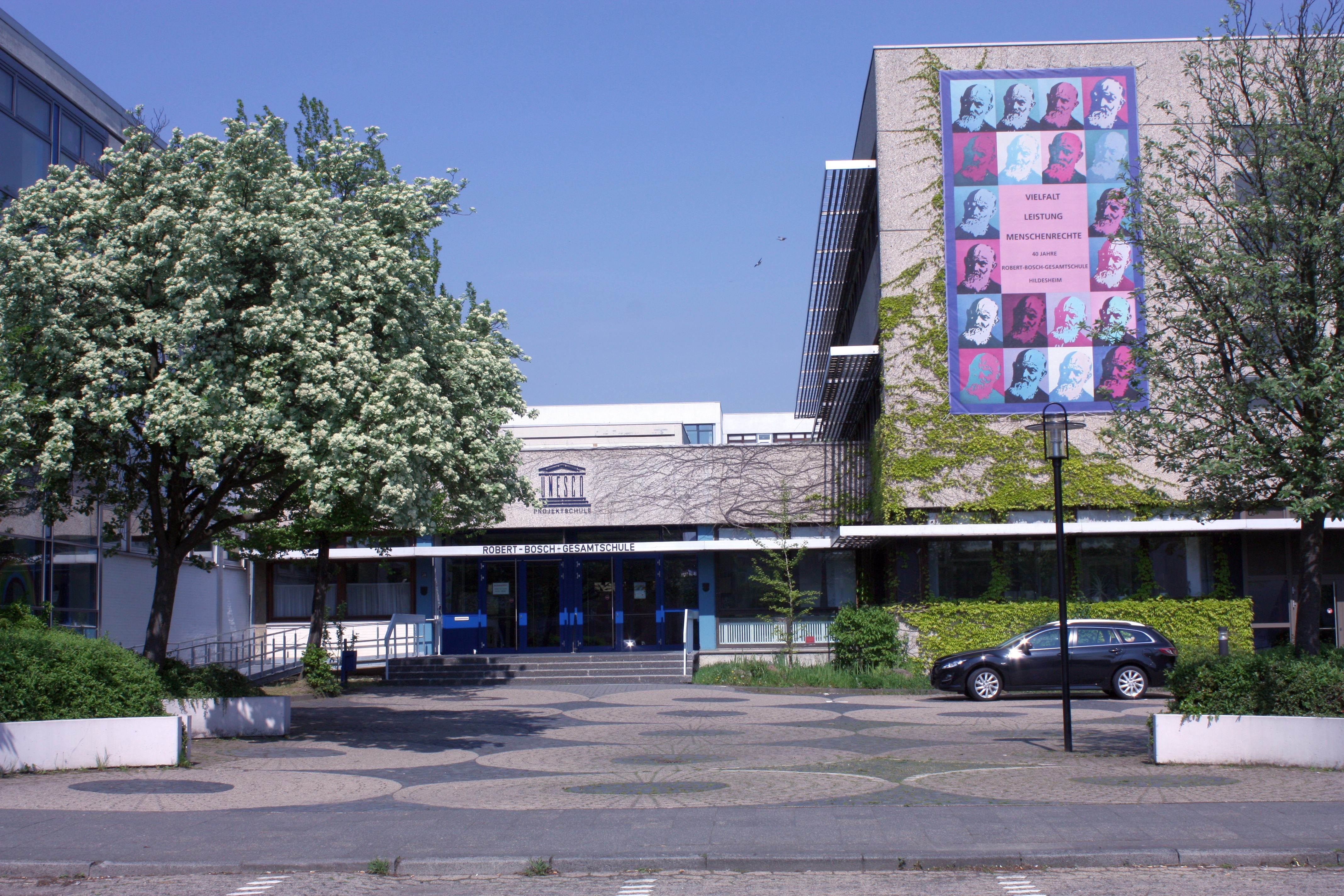
Robert-Bosch Gesamtschule
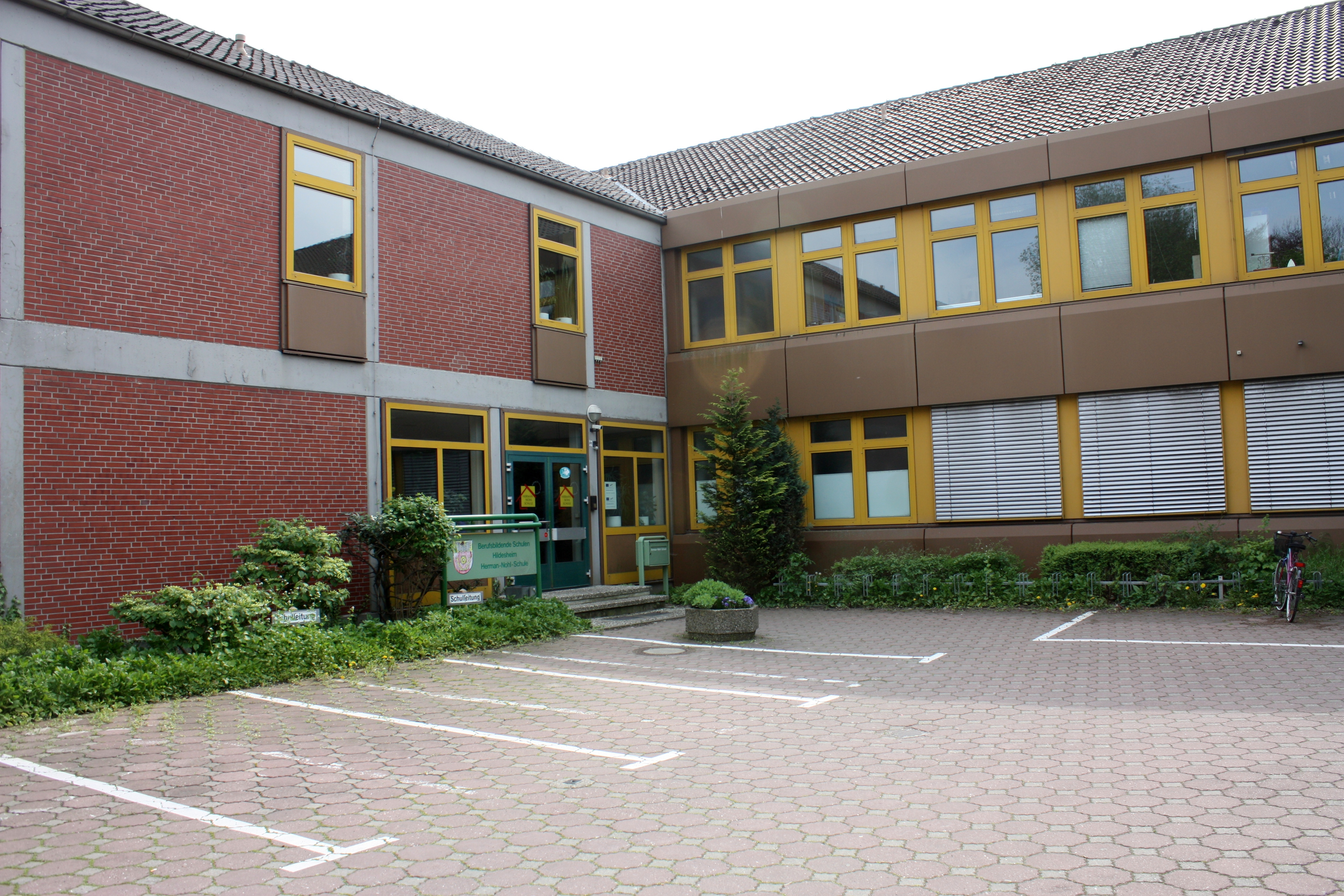
Herman-Nohl-Schule
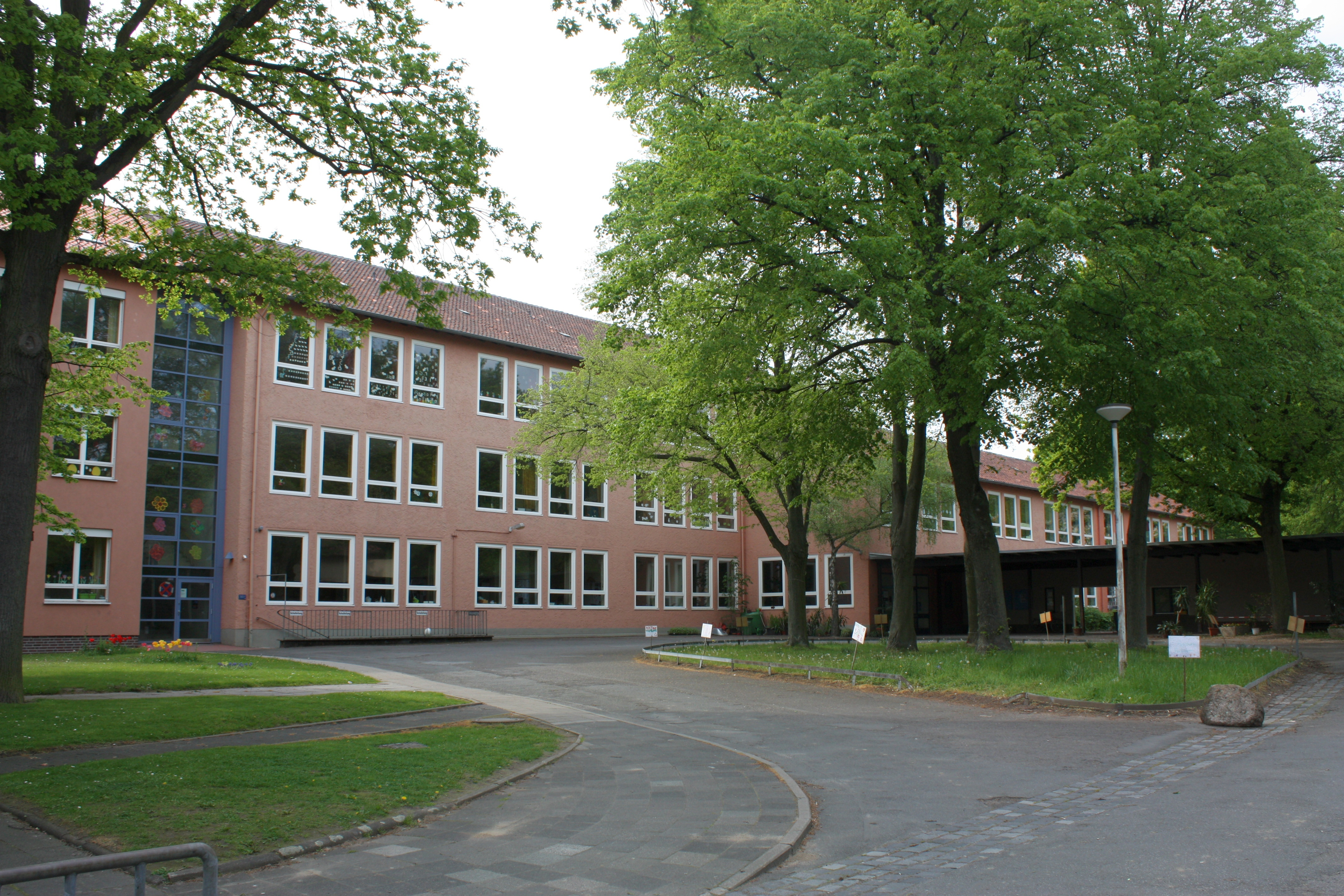
Ganztagesgrundschule Nord und Grundschule Johannes

### Verkehr
- Der Flugplatz Hildesheim eröffnete in den 1920er Jahren und ist als Verkehrslandeplatz der Klasse II klassifiziert.
- Im Süden des Ortsteils liegt der Hauptbahnhof Hildesheim.
- Östlich der Nordstadt verbindet die B 6 den Stadtteil mit dem Stadtzentrum sowie auch mit dem Fernverkehr nach Hannover und der A 7.

## Persönlichkeiten
- Franz August Hagemann (1798–1858), Justizrat, 1835 Ehrenbürger der Stadt, seit 1848 Direktor der Justizkanzlei in Hildesheim, nach ihm wurde 1906 die Hagemannstraße in der Nordstadt benannt
- Georg August Kuckuck (1767–1841), Generalmajor und Stadtkommandant von Hildesheim, 1829 Gründer der Taubstummenanstalt in der Stadt, 1834 Ehrenbürger von Hildesheim, nach ihm wurde 1905 die Kuckuckstraße in der Nordstadt benannt
- Friedrich Nämsch (1909–1992), gebürtiger Nordstädter, Oberbürgermeister der Stadt Hildesheim 1964–1968 und 1972–1975, 1981 Ehrenbürger der Stadt, nach ihm wurde der Friedrich-Nämsch-Park in der Nordstadt benannt